# 前村哲路
前村 哲路(まえむら てつろ、1949年(昭和24年) - )は日本の実業家である。鹿児島県生まれ。1972年鹿児島大学教育学部卒業、ユニー入社。2001年取締役、2006年常務、2007年社長。2013年ユニーグループ・ホールディングス（現ファミリーマート）会長兼最高経営責任者に就任。